# NGC 2894
NGC 2894 ist eine Spiralgalaxie vom Hubble-Typ Sa im Sternbild Löwe auf der Ekliptik. Sie ist schätzungsweise 90 Millionen Lichtjahre von der Milchstraße entfernt und hat einen Durchmesser von etwa 50.000 Lj.

Im selben Himmelsareal befinden sich u. a. die Galaxien NGC 2882, NGC 2906, IC 540.
Das Objekt wurde am 23. Januar 1784 von Wilhelm Herschel entdeckt.